# بريدراج روسيفسكي
بريدراج روسيفسكي مواليد 3 أغسطس 1983، هو لاعب كرة مضرب مقدوني سابق بدأ مسيرته كمحترف سنة 2000 وكان يلعب باليد اليمنى، اعتزل اللعب في 2011. أعلى تصنيف له في الفردي كان المركز الـ 242 في سنة 2008. أعلى تصنيف له في الزوجي كان المركز الـ 248 في سنة 2008.

## روابط خارجية
- بريدراج روسيفسكي على موقع رابطة محترفي التنس (الإنجليزية)
- بريدراج روسيفسكي على موقع الاتحاد الدولي لكرة المضرب (الإنجليزية)
- بريدراج روسيفسكي على موقع خلاصة التنس.كوم (الإنجليزية)
- بريدراج روسيفسكي على موقع إي إس بي إن.كوم (الإنجليزية)